# Exerodonta
Exerodonta là một chi động vật lưỡng cư trong họ Nhái bén, thuộc bộ Anura. Chi này có 11 loài và 64% bị đe dọa hoặc tuyệt chủng.